# Estadio Teniente 1º Alcides González
El estadio Teniente 1º Alcides González es un estadio de fútbol de Paraguay que se encuentra ubicado en la ciudad de Carapeguá. En este escenario, que cuenta con capacidad para 2.000 personas, hace las veces de anfitrión el equipo de fútbol del Club Deportivo Carapeguá.